# Rajpipla
Rajpipla är en stad och kommun i Narmadadistriktet i den indiska delstaten Gujarat. 
Rajpipla har en historia som ett av de rikaste furstendömena i Gujarat och var känt för sina agatgruvor. Den största delen av det som var det historiska furstendömet Rajpipla utgör numera Narmadadistriktet.